# Francisco Taboada de Losada

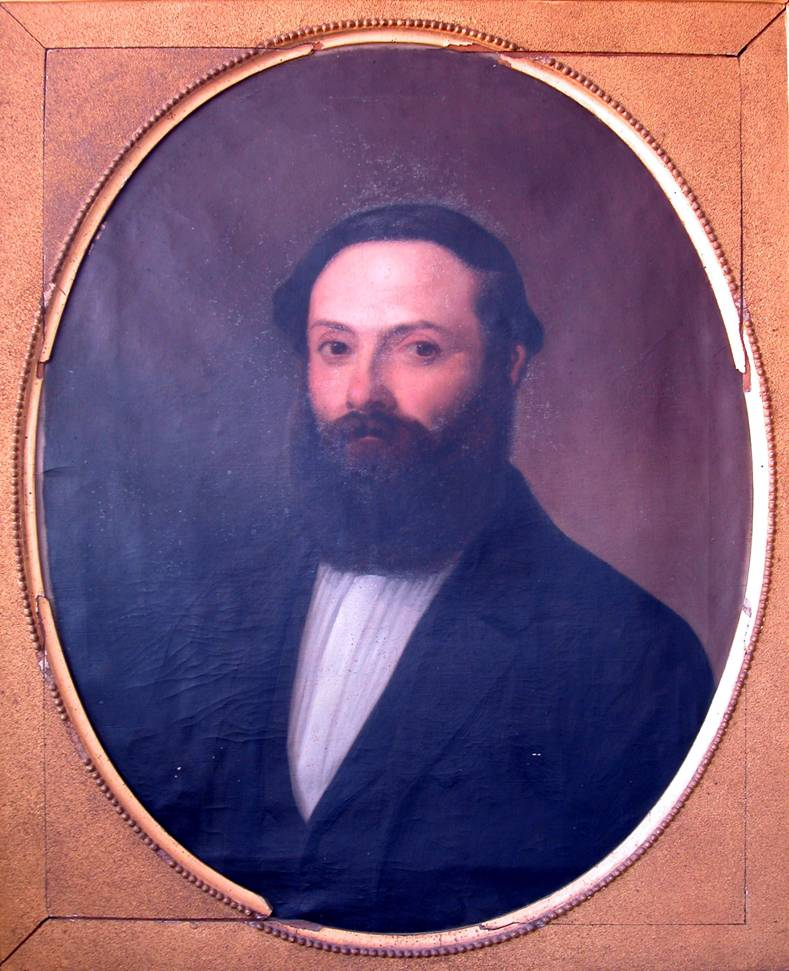
Retrato de Francisco Taboada y Losada

Francisco Taboada de Losada Quiroga de Temes (Tor, 6 de octubre de 1812-Monforte de Lemos, 15 de septiembre de 1875) fue un noble y político español. 
Durante la primera guerra carlista fue coronel de las fuerzas del pretendiente Carlos María Isidro. Posteriormente fue elegido diputado a Cortes por la circunscripción de Lugo en 1844 por el partido vilumista, pero presentó ese mismo año su renuncia como parlamentario cuando el ministro de Hacienda Alejandro Mon calificó como «ratera» la forma de actuar de los diputados vilumistas. Durante el Sexenio Revolucionario fue delegado de Carlos VII en Galicia.
Fue propietario de los pazos de Tor, Cartelos y Torre-Fuente de Candaira, entre otros. Falleció soltero, por lo que sus señoríos pasaron a sus hermanos Ramón y Juan Taboada de Losada.